# Шарлот (Мичиген)
Шарлот (енгл. Charlotte) град је у америчкој савезној држави Мичиген. По попису становништва из 2010. у њему је живело 9.074 становника.

## Демографија
Према попису становништва из 2010. у граду је живело 9.074 становника, што је 685 (8,2%) становника више него 2000. године.
| Група             | 2000.         | 2010.         |
| Белци             | 7.875 (93,9%) | 8.346 (92,0%) |
| Афроамериканци    | 79 (0,9%)     | 106 (1,2%)    |
| Азијати           | 29 (0,3%)     | 43 (0,5%)     |
| Хиспаноамериканци | 290 (3,5%)    | 421 (4,6%)    |
| Укупно            | 8.389         | 9.074         |